# Альвеста
Альвеста (швед. Alvesta) — містечко (tätort, міське поселення) у південній Швеції в лені Крунуберг. Адміністративний центр комуни Альвеста.

## Географія
Містечко знаходиться у північній частині лена Крунуберг за 440 км на південний захід від Стокгольма.

## Історія
Альвеста виникла в 1900 році як невелике селище в місці перетину декількох залізничних магістралей біля північного берега озера Сален.
У 1945 році Альвеста отримала статус чепінга.

## Герб міста
Герб було розроблено для торговельного містечка (чепінга) Альвеста. Отримав королівське затвердження 1951 року.
Сюжет герба: у зеленому полі три золоті бджоли, дві над однією, у золотій основі — зелене колесо з розгорнутими обабіч крилами.
Символ крилатого колеса уособлює залізницю. Бджоли означають працелюбність і розвинуту промисловість.
Після адміністративно-територіальної реформи, проведеної в Швеції на початку 1970-х років, муніципальні герби стали використовуватися лишень комунами. Цей герб був 1971 року перебраний для нової комуни Альвеста.

## Населення
Населення становить 8 921 мешканців (2018).

## Спорт
У поселенні базуються футбольний клуб Альвеста ГІФ, хокейний Альвеста СК та інших видів спорту..

## Галерея

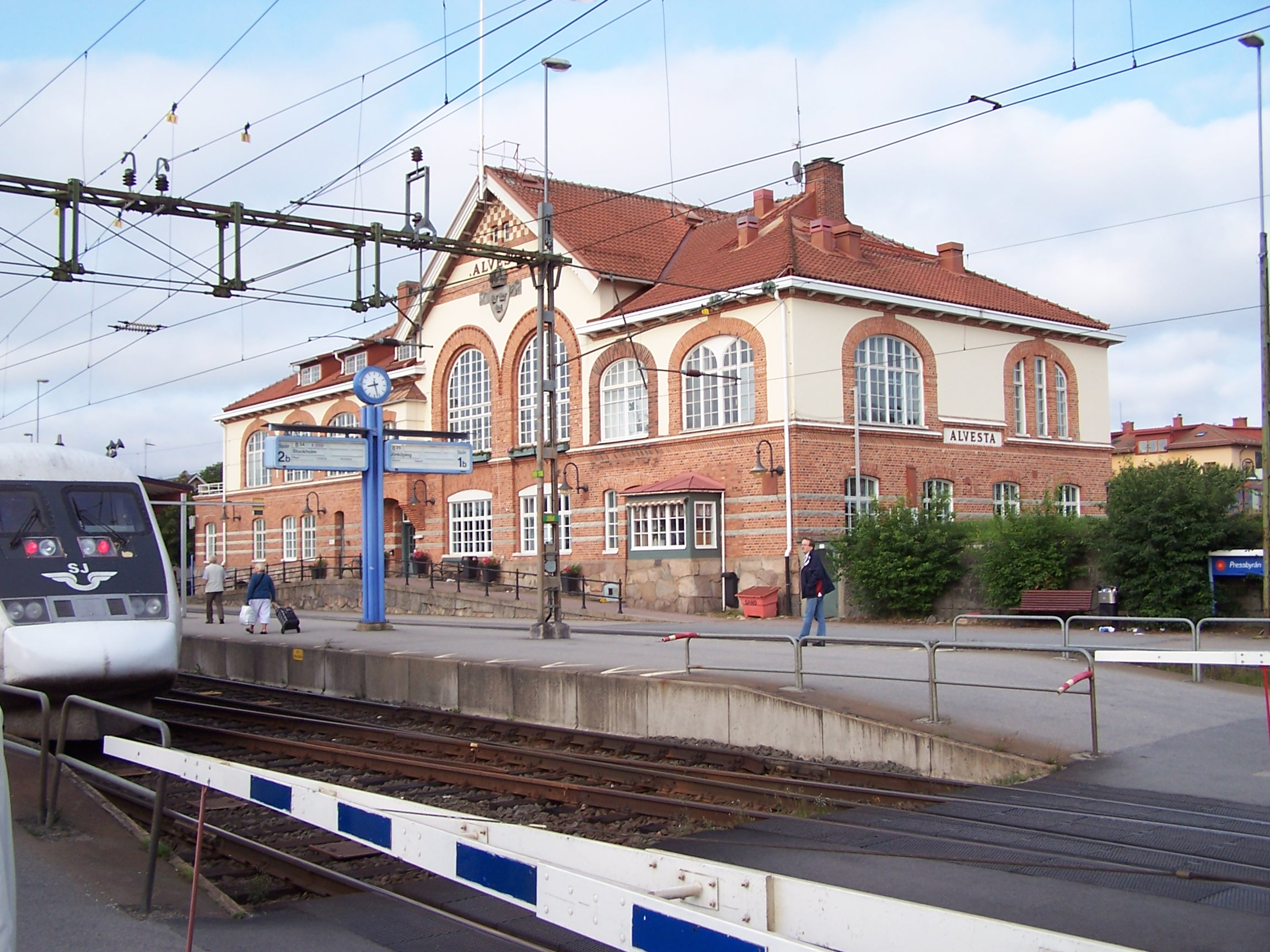
Залізнична станція
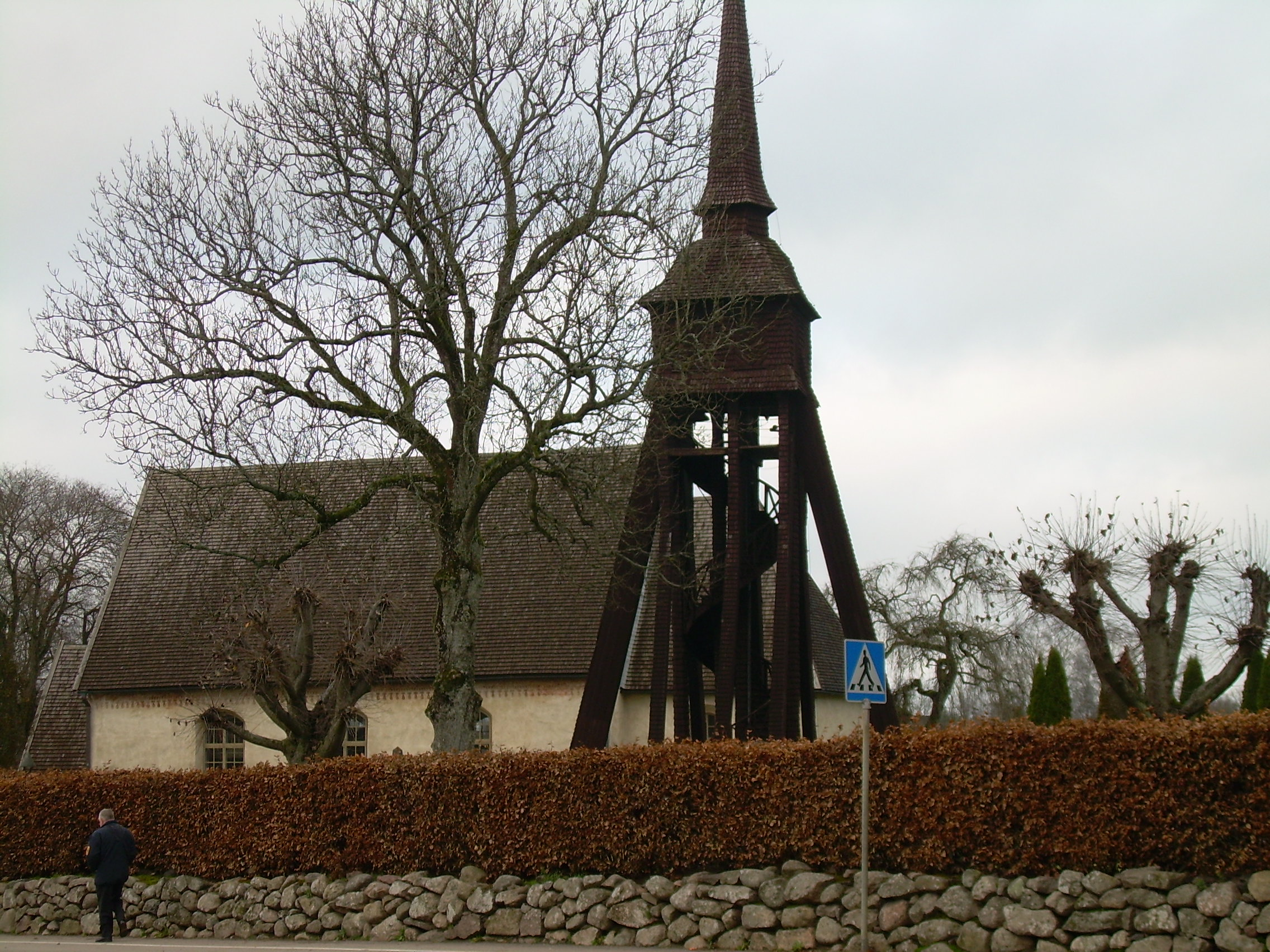
Церква

## Покликання
- Сайт комуни Альвеста [Архівовано 23 травня 2021 у Wayback Machine.]